# Bruchophagus mandelai
Bruchophagus mandelai är en stekelart som beskrevs av T.C. Narendran 1994. Bruchophagus mandelai ingår i släktet Bruchophagus och familjen kragglanssteklar. Inga underarter finns listade.